# 콜버토사우루스
콜버토사우루스(Colberotosaurus)는 트라이아스기 중기 아르헨티나에서 살았던 키노돈트 중 하나이다. 콜토사우루스는 원래 트리텔레돈과에 속했었다. 발견지는 푸에스토비에호 지층이며 같은 지역에서 발견된 파스큐알그나투스와 생김새가 비슷하다. 둘다 트레버소돈과에 속한다.